# Transports en commun de Clermont
Ne doit pas être confondu avec la ville allemande de Lebus ou l'émission de téléréalité Le Bus.
Le réseau de transport en commun Lebus (ou Le Bus) est le réseau de transport en commun organisé par la communauté de communes du Clermontois, dans l'Oise en Picardie.

## Historique
Après une dizaine d'années d'élaboration, les communes d'Agnetz, Breuil-le-Sec, Breuil-le-Vert, Clermont, Fitz-James et Neuilly-sous-Clermont, regroupées au sein du Syndicat intercommunal des transports collectifs de l'agglomération clermontoise (SITCAC) ont créé  le 15 décembre 2014, un réseau de transport en commun dénommé Lebus et qui les dessert au moyen de deux lignes régulières et deux de transport à la demande,.
Le 3 janvier 2017, le réseau évolue et voit la création d'une troisième ligne régulière qui vient renforcer l'offre existante. Le service de transport à la demande est lui aussi réorganisé.
Le 1er janvier 2019, la  communauté de communes du Clermontois prend la compétence transport et se substitue au SITCAC, afin de permettre l'extension du réseau à d'autres communes de l'agglomération. À cette occasion, la communauté de communes souhaite étudier l'ensemble des problématiques liées à la mobilité : déplacements en bus, en train, à pieds, covoiturage, trottinettes, vélos...
Le 2 janvier 2020, l'exploitation du réseau est confiée à Transdev Oise Cabaro.
Le 8 juillet 2022, une quatrième ligne est créée reliant Agnetz à Breuil-le-Vert.
Le 10 juillet 2023, avec le renouvellement du Système Intégré des Services à la Mobilité dans l'Oise (SISMO), le Pass Oise Mobilité qui était le support unique des titres de transport du département est remplacé par la carte Pass Pass. Cette dernière permet de se déplacer sur la plupart des réseaux de transports de la région Hauts-de-France.

## Autorité organisatrice
Le réseau appartenait au Syndicat intercommunal des transports collectifs de l'agglomération clermontoise (SITCAC), créé par arrêté préfectoral du 27 mai 2013, et qui avait la qualité d'autorité organisatrice de la mobilité.
Le SITCAC était conçu par les élus à titre transitoire et afin de pouvoir être intégré à terme dans la communauté de communes du Clermontois (CCC) de manière à étendre le réseau à l'ensemble des communes concernées, ce qui est effectif lorsque, le 1er janvier 2019, la CCC devient l'autorité organisatrice de la mobilité (AOM) de ce réseau. Ce transfert entraîne la dissolution du SITAC.

## Lignes
Le réseau est constitué en 2023 de quatre lignes régulières et d'un service de transport à la demande dénommé "Allo le TAD".

### Lignes régulières
| Ligne | Caractéristiques | Caractéristiques                                                                      | Caractéristiques                                                                      | Caractéristiques                                                                      | Caractéristiques                                                                      | Caractéristiques                                                                      | Caractéristiques                                                                      | Caractéristiques                                                                      | Caractéristiques                                                                      |
| 1     | Fitz-James – Centre Aquatique / Louis Aragon ⥋ Breuil-le-Sec – Verdun / Croix Blanche | Fitz-James – Centre Aquatique / Louis Aragon ⥋ Breuil-le-Sec – Verdun / Croix Blanche | Fitz-James – Centre Aquatique / Louis Aragon ⥋ Breuil-le-Sec – Verdun / Croix Blanche | Fitz-James – Centre Aquatique / Louis Aragon ⥋ Breuil-le-Sec – Verdun / Croix Blanche | Fitz-James – Centre Aquatique / Louis Aragon ⥋ Breuil-le-Sec – Verdun / Croix Blanche | Fitz-James – Centre Aquatique / Louis Aragon ⥋ Breuil-le-Sec – Verdun / Croix Blanche | Fitz-James – Centre Aquatique / Louis Aragon ⥋ Breuil-le-Sec – Verdun / Croix Blanche | Fitz-James – Centre Aquatique / Louis Aragon ⥋ Breuil-le-Sec – Verdun / Croix Blanche | Fitz-James – Centre Aquatique / Louis Aragon ⥋ Breuil-le-Sec – Verdun / Croix Blanche |
| ----- | --- | ------------------------------------------------------------------------------------- | ------------------------------------------------------------------------------------- | ------------------------------------------------------------------------------------- | ------------------------------------------------------------------------------------- | ------------------------------------------------------------------------------------- | ------------------------------------------------------------------------------------- | ------------------------------------------------------------------------------------- | ------------------------------------------------------------------------------------- |
| 1     | Ouverture / Fermeture 3 janvier 2017 / — | Longueur —                                                                            | Durée 20 min                                                                          | Nb. d’arrêts 21                                                                       | Matériel Minibus Midibus                                                              | Jours de fonctionnement L, Ma, Me, J, V, S                                            | Jour / Soir / Nuit / Fêtes O / N / N / N                                              | Voy. / an —                                                                           | Exploitant Transdev Oise Cabaro                                                       |
| 1     | Desserte : - Communes : Fitz-James – Clermont – Breuil-le-Sec - Principaux lieux desservis : Centre aquatique de Fitz-James, Zone commerciale de la Croix Rouge, Mairie de Fitz-James, Stade Michel Monard, Étang des Nacots, Gare de Clermont-de-l'Oise, Centre hospitalier de Clermont, Centre-ville de Clermont, Mairie de Clermont, Centre Hospitalier Isarien de Fitz-James (C.H.I.), Zone industrielle de Breuil-le-Sec, Mairie de Breuil-le-Sec, Château des Étournelles, Étangs de Breuil-le-Sec.                                                                            |                                                                                       |                                                                                       |                                                                                       |                                                                                       |                                                                                       |                                                                                       |                                                                                       |                                                                                       |
| 1     | Autre : - Amplitude horaire et fréquence : - du lundi au vendredi : de 5 h 55 à 18 h 40 avec un bus toutes les 90 minutes environ. - samedis : de 9 h 5 à 12 h 40 avec deux allers-retours. - Particularités : - La desserte du centre-ville de Clermont n'est effectuée que du lundi au vendredi en heures creuses et le samedi. - La desserte de Croix Blanc n'est pas effectuée en heures creuses. - La desserte de Centre Aquatique n'est pas effectuée avant 7 h 30. - Date de dernière mise à jour : 11 septembre 2023.                                                        |                                                                                       |                                                                                       |                                                                                       |                                                                                       |                                                                                       |                                                                                       |                                                                                       |                                                                                       |
| 1     | Dernière actualisation : — |                                                                                       |                                                                                       |                                                                                       |                                                                                       |                                                                                       |                                                                                       |                                                                                       |                                                                                       |
| 2     | Clermont – Fernel ⥋ Breuil-le-Vert – Grand Air | Clermont – Fernel ⥋ Breuil-le-Vert – Grand Air                                        | Clermont – Fernel ⥋ Breuil-le-Vert – Grand Air                                        | Clermont – Fernel ⥋ Breuil-le-Vert – Grand Air                                        | Clermont – Fernel ⥋ Breuil-le-Vert – Grand Air                                        | Clermont – Fernel ⥋ Breuil-le-Vert – Grand Air                                        | Clermont – Fernel ⥋ Breuil-le-Vert – Grand Air                                        | Clermont – Fernel ⥋ Breuil-le-Vert – Grand Air                                        | Clermont – Fernel ⥋ Breuil-le-Vert – Grand Air                                        |
| 2     | Ouverture / Fermeture 3 janvier 2017 / — | Longueur —                                                                            | Durée 15-20 min                                                                       | Nb. d’arrêts 25                                                                       | Matériel Minibus Midibus                                                              | Jours de fonctionnement L, Ma, Me, J, V, S                                            | Jour / Soir / Nuit / Fêtes O / N / N / N                                              | Voy. / an —                                                                           | Exploitant Transdev Oise Cabaro                                                       |
| 2     | Desserte : - Communes : Agnetz – Clermont – Breuil-le-Vert - Principaux lieux desservis : Quartier des Sables, Centre de Formation d'Apprentis - Maison du Bâtiment, Collège Sainte-Jeanne d'Arc, Collège Jean Fernel, Lycée Cassini, Étang de Faÿ, Gare de Clermont-de-l'Oise, Centre hospitalier de Clermont, Centre-ville de Clermont, Lycée professionnel Roberval, Collège Jacques-Yves Cousteau. |                                                                                       |                                                                                       |                                                                                       |                                                                                       |                                                                                       |                                                                                       |                                                                                       |                                                                                       |
| 2     | Autre : - Amplitude horaire et fréquence : - du lundi au vendredi en période scolaire : de 7 h 0 à 18 h 40 avec 8,5 allers-retours. - du lundi au vendredi pendant les vacances scolaires : de 7 h 0 à 18 h 40 avec 6 allers-retours. - samedis : de 9 h 0 à 12 h 20 avec trois allers-retours. - Particularités : - Les arrêts De Nerval, Clos de Censé, Sanson – Faÿ, Hôpital et Commerces ne sont desservis que le matin du lundi au vendredi et le samedi. - Date de dernière mise à jour : 11 septembre 2023.                                                                   |                                                                                       |                                                                                       |                                                                                       |                                                                                       |                                                                                       |                                                                                       |                                                                                       |                                                                                       |
| 2     | Dernière actualisation : — |                                                                                       |                                                                                       |                                                                                       |                                                                                       |                                                                                       |                                                                                       |                                                                                       |                                                                                       |
| 3     | Clermont – Gare SNCF ⥋ Mouy – Centre | Clermont – Gare SNCF ⥋ Mouy – Centre                                                  | Clermont – Gare SNCF ⥋ Mouy – Centre                                                  | Clermont – Gare SNCF ⥋ Mouy – Centre                                                  | Clermont – Gare SNCF ⥋ Mouy – Centre                                                  | Clermont – Gare SNCF ⥋ Mouy – Centre                                                  | Clermont – Gare SNCF ⥋ Mouy – Centre                                                  | Clermont – Gare SNCF ⥋ Mouy – Centre                                                  | Clermont – Gare SNCF ⥋ Mouy – Centre                                                  |
| 3     | Ouverture / Fermeture 3 janvier 2017 / — | Longueur —                                                                            | Durée 35-40 min                                                                       | Nb. d’arrêts 18                                                                       | Matériel Minibus Autocar                                                              | Jours de fonctionnement L, Ma, Me, J, V, S                                            | Jour / Soir / Nuit / Fêtes O / N / N / N                                              | Voy. / an —                                                                           | Exploitant Transdev Oise Cabaro                                                       |
| 3     | Desserte : - Communes : Clermont – Breuil-le-Vert – Neuilly-sous-Clermont – Cambronne-lès-Clermont – Bury – Mouy - Principaux lieux desservis : Gare de Clermont-de-l'Oise, Centre hospitalier de Clermont, Centre-ville de Clermont, Centre hospitalier psychiatrique de Clermont, Lycée professionnel Roberval, Collège Jacques-Yves Cousteau, Zone artisanale de la Tuilerie, Marie de Neuilly-sous-Clermont, Mairie de Cambronne-lès-Clermont, Mairie de Bury, Zone d'activités de Bury, Zone d'activités de Mouy, Mairie de Mouy, Stade municipal de Mouy, Gare de Mouy - Bury. |                                                                                       |                                                                                       |                                                                                       |                                                                                       |                                                                                       |                                                                                       |                                                                                       |                                                                                       |
| 3     | Autre : - Amplitude horaire et fréquence : - du lundi au vendredi : de 6 h 20 à 18 h 50 avec 4,5 allers-retours. - samedis : de 8 h 30 à 13 h 5 avec deux allers-retours. - Date de dernière mise à jour : 11 septembre 2023. |                                                                                       |                                                                                       |                                                                                       |                                                                                       |                                                                                       |                                                                                       |                                                                                       |                                                                                       |
| 3     | Dernière actualisation : — |                                                                                       |                                                                                       |                                                                                       |                                                                                       |                                                                                       |                                                                                       |                                                                                       |                                                                                       |
| 4     | Agnetz – Boulincourt – Canonnière ⥋ Breuil-le-Vert – Centre | Agnetz – Boulincourt – Canonnière ⥋ Breuil-le-Vert – Centre                           | Agnetz – Boulincourt – Canonnière ⥋ Breuil-le-Vert – Centre                           | Agnetz – Boulincourt – Canonnière ⥋ Breuil-le-Vert – Centre                           | Agnetz – Boulincourt – Canonnière ⥋ Breuil-le-Vert – Centre                           | Agnetz – Boulincourt – Canonnière ⥋ Breuil-le-Vert – Centre                           | Agnetz – Boulincourt – Canonnière ⥋ Breuil-le-Vert – Centre                           | Agnetz – Boulincourt – Canonnière ⥋ Breuil-le-Vert – Centre                           | Agnetz – Boulincourt – Canonnière ⥋ Breuil-le-Vert – Centre                           |
| 4     | Ouverture / Fermeture 8 juillet 2022 / — | Longueur —                                                                            | Durée 20 min                                                                          | Nb. d’arrêts 19                                                                       | Matériel Minibus Autocar                                                              | Jours de fonctionnement L, Ma, Me, J, V                                               | Jour / Soir / Nuit / Fêtes O / N / N / N                                              | Voy. / an —                                                                           | Exploitant Transdev Oise Cabaro                                                       |
| 4     | Desserte : - Communes : Agnetz – Clermont – Breuil-le-Vert - Principaux lieux desservis : Cimetière d'Agnetz, Mairie d'Agnetz, Collège Jean Fernel, Lycée Cassini, Gare de Clermont-de-l'Oise, Centre hospitalier de Clermont, Centre-ville de Clermont, Centre hospitalier psychiatrique de Clermont, Lycée professionnel Roberval, Collège Jacques-Yves Cousteau, Parc municipal du Grand Air, Mairie de Breuil-le-Vert, Cimetière de Breuil-le-Vert. |                                                                                       |                                                                                       |                                                                                       |                                                                                       |                                                                                       |                                                                                       |                                                                                       |                                                                                       |
| 4     | Autre : - Amplitude horaire et fréquence : - du lundi au vendredi : de 6 h 15 à 18 h 10 avec 7 allers-retours. - Date de dernière mise à jour : 11 septembre 2023. |                                                                                       |                                                                                       |                                                                                       |                                                                                       |                                                                                       |                                                                                       |                                                                                       |                                                                                       |
| 4     | Dernière actualisation : — |                                                                                       |                                                                                       |                                                                                       |                                                                                       |                                                                                       |                                                                                       |                                                                                       |                                                                                       |

### Transport à la demande
Le service de transport à la demande, baptisé « Allo le TAD », est découpé en cinq zones numérotées de 1 à 5. Les voyages s'effectuent des zones 1 à 4 vers la zone 5 qui correspond aux communes desservies par les lignes régulières.
| Ligne | Caractéristiques | Caractéristiques      | Caractéristiques      | Caractéristiques      | Caractéristiques      | Caractéristiques                     | Caractéristiques                         | Caractéristiques      | Caractéristiques                |
| TAD   | Allo le TAD | Allo le TAD           | Allo le TAD           | Allo le TAD           | Allo le TAD           | Allo le TAD                          | Allo le TAD                              | Allo le TAD           | Allo le TAD                     |
| TAD   | Arrêts TAD ⥋ Clermont | Arrêts TAD ⥋ Clermont | Arrêts TAD ⥋ Clermont | Arrêts TAD ⥋ Clermont | Arrêts TAD ⥋ Clermont | Arrêts TAD ⥋ Clermont                | Arrêts TAD ⥋ Clermont                    | Arrêts TAD ⥋ Clermont | Arrêts TAD ⥋ Clermont           |
| ----- | --- | --------------------- | --------------------- | --------------------- | --------------------- | ------------------------------------ | ---------------------------------------- | --------------------- | ------------------------------- |
| TAD   | Ouverture / Fermeture 3 janvier 2017 / — | Longueur —            | Durée —               | Nb. d’arrêts 50       | Matériel —            | Jours de fonctionnement Ma, Me, J, V | Jour / Soir / Nuit / Fêtes O / N / N / N | Voy. / an —           | Exploitant Transdev Oise Cabaro |
| TAD   | Desserte : - Communes de la zone 1 : Agnetz – Étouy - Communes de la zone 2 : Erquery – Fouilleuse – Lamécourt – Maimbeville – Rémécourt – Saint-Aubin-sous-Erquery - Communes de la zone 3 : Catenoy – Nointel - Communes de la zone 4 : Bury – Cambronne-lès-Clermont – Mouy – Neuilly-sous-Clermont - Communes de la zone 5 : Breuil-le-Sec – Breuil-le-Vert – Clermont – Fitz-James |                       |                       |                       |                       |                                      |                                          |                       |                                 |
| TAD   | Autre : - Amplitude horaire et fréquence : - du mardi au vendredi : le service fonctionne de 13 h 30 à 18 h 0. - Particularités : - Le service fonctionne à raison d'une zone par jour : le mardi est dédié à la zone 1, le mercredi à la zone 2, le jeudi à la zone 3 et le vendredi à la zone 4. - Date de dernière mise à jour : 11 septembre 2023.                                  |                       |                       |                       |                       |                                      |                                          |                       |                                 |
| TAD   | Dernière actualisation : — |                       |                       |                       |                       |                                      |                                          |                       |                                 |

## Matériel roulant

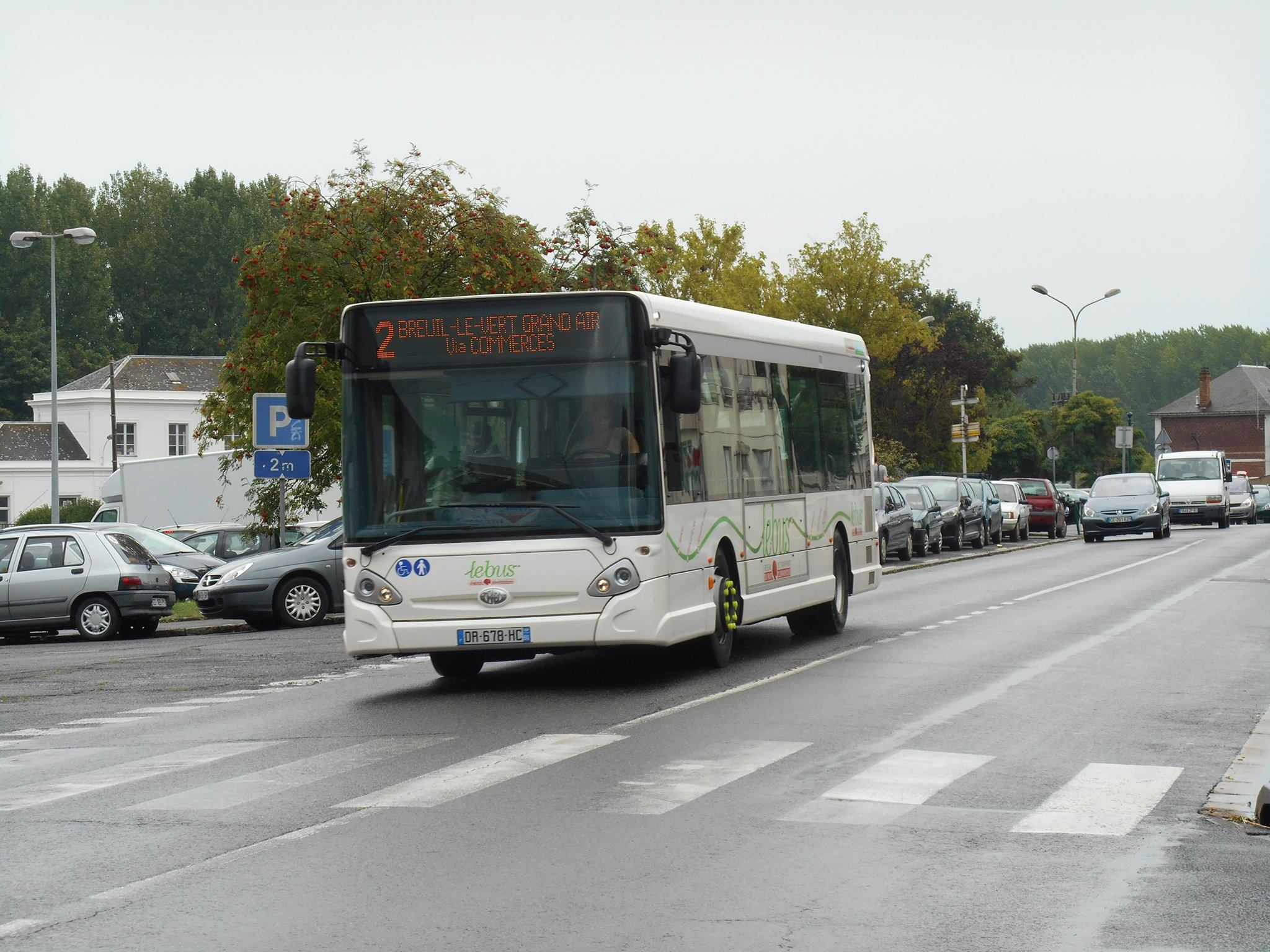
GX 137 sur la ligne 2 en 2015

De 2014 à 2019, les lignes régulières étaient exploitées avec des minibus Mercedes-Benz Sprinter, des midibus de type Heuliez GX 137 ainsi qu'un autobus standard de type Irisbus Citelis 12.
Le TAD était quant à lui exploité avec des minibus Fiat Scudo.
Depuis 2020 et la reprise du réseau par Transdev, celui-ci est exploité à l'aide de nouveaux minibus Mercedes-Benz Sprinter, de midibus Heuliez GX 117, Heuliez GX 127 et Heuliez GX 137 ainsi qu'avec un autocar Irisbus Récréo 10m.

## Financement, billetterie et tarification
Le réseau de transport, dont le coût est évalué à 1,978 million d'euros sur trois ans est financé principalement par les communes et, à compter du 1er janvier 2014, par un versement transport dont le taux est fixé à 0,30 % de la masse salariale des entreprises assujetties,.
Les titres de transport sont
- Ticket unitaire, vendu 1 € uniquement auprès du conducteur, valable une heure, toutes correspondances comprises.
- Carnet 10 voyages, vendu 8 € par le conducteur, non nominatif et valable 1 heure, à charger sur un billet sans contact rechargeable ou sur une carte Pass Pass.
- Carnet 10 voyages tarif réduit, nominatif, vendu aux bénéficiaires de la CMU, vendu 4 € par le conducteur, valable 1 heure, à charger sur un billet sans contact rechargeable ou sur une carte Pass Pass.
- Abonnement mensuel, nominatif, vendu 20 € par le conducteur (10 € pour les jeunes de moins de 26 ans et les bénéficiaires de la CMU), valable un mois après la première oblitération pour un nombre de voyages illimité, à charger sur un carte Pass Pass.
- Abonnement scolaire annuel, pour 2 voyages gratuits (1 aller/retour, d'une heure maximum et avec correspondance) par jour scolaire et uniquement sur le trajet domicile - établissement scolaire[14]

Ces tarifs sont inchangés en 2023.

## Trafic
Sur son périmètre initial, la fréquentation du réseau a pratiquement doublée, passant de 22 000 voyageurs en 2015, à 32 000 voyageurs en 2016 puis 42 000 voyageurs en 2017. Le service a été étendu aux collégiens, lycéens pour leur offrir davantage de mobilité en fonction de leurs horaires de cours avec toutefois une fidélisation demandée